# Yu Keping
Dans ce nom chinois, le nom de famille, Yu, précède le nom personnel.
Pour les articles homonymes, voir Yu.
 (avril 2009).
Yu Keping (俞可平), né en juillet 1959, est un universitaire chinois, spécialiste de l'innovation politique en Chine.

## Parcours
Yu Keping vit à Pékin et dirige depuis 2003 le nouveau Center for Chinese Government Innovations à l'Université de Pékin qui encourage une coopération étroite entre les universitaires et les dirigeants politiques dans le domaine de l'innovation, de la gouvernance et de l'administration publique. De 2004 à 2006, Yu Keping était membre du Conseil de surveillance de la Fondation pour l'innovation politique]
Il est l'ancien directeur du China Center for Comparative Politics and Economics. 

## Publications
Yu Keping est l'auteur d'une vingtaine d'ouvrages, notamment :
- Incremental and Good Governance (Pékin, 2003)
- Politics of Rights and Politics of Public Good (Pékin, 2003)
- Democracy is a Good Thing (Brookings Institute Press, 2009)

Traduction en français :
- Quel type d’innovation faut-il encourager et promouvoir ? (Revue Tracés)

Il a dirigé plusieurs ouvrages collectifs consacrés aux expériences d'innovation réussies des gouvernements locaux, dont :
- Case studies in Local Governance Innovations (collectif, Pékin, 2003)
- Innovations and Excellence in Local Chinese Governance (collectif, Pékin, 2002)